# Dominicanenkerk (Lviv)
De Dominicanenkerk (Oekraïens: Домініканський собор) of de Kerk van de Heilige Eucharistie (Церква Пресвятої Євхаристії) is een kerkgebouw in het centrum van de Oekraïense stad Lviv. Oorspronkelijk werd de kerk gebouwd als de rooms-katholieke Corpus Christikerk, maar tegenwoordig doet het gebouw dienst als de Grieks-katholieke kerk.

## Voorgeschiedenis

Interieur

De kerk is verbonden met de geschiedenis van de Dominicanen die in de 13e eeuw in Lemberg (de Nederlandse naam van Lviv) arriveerden. In opdracht van de vrouw van prins Leo I van Galicië werd een eerste kerk voor de Dominicanen gebouwd in het burchtcomplex. Deze kerk brandde echter af tijdens een oorlog in 1340. Een nieuwe gotische kerk werd op de huidige plaats gebouwd in 1378 en later samen met de kloostergebouwen herbouwd na een brand in 1407.
In de 16e eeuw werd het complex verwoest door meerdere branden, maar desondanks ontwikkelde het klooster zich verder en geleidelijk aan nam de welstand van het klooster toe. Nadat de gewelven van de kerk in de 18e eeuw tekenen van verval begonnen te vertonen, werd besloten het gebouw te vervangen door een nieuwe kerk.

## De huidige kerk
Groothetman Józef Potocki legde in 1749 de eerste steen voor het huidige barokke kerkgebouw. Het ontwerp wordt toegeschreven aan Jan de Witte (1709–1785), een Poolse architect van Nederlandse afkomst. De kerk werd in 1764 gewijd door de Latijnse aartsbisschop van Lemberg, Wacław Hieronim Sierakowski. Tijdens de regering van Jozef II werden vele kloosters gesloten, maar het klooster van de Dominicanen wist de hervormingen van de keizer te overleven.
In 1865 werd een neobarokke klokkentoren toegevoegd aan het complex. Even later werd in de jaren 1885-1914 een controversiële restauratie van de gevel en het interieur uitgevoerd.
Na de Tweede Wereldoorlog werden de gebouwen door de communisten bezet en gebruikt als warenhuis. Vervolgens werd in de jaren 1970 het complex in een Museum van Religie en Atheïsme veranderd. Met de ineenstorting van de Sovjet-Unie werd de kerk weer overgedragen aan de Oekraïense Grieks-katholieke Kerk. Sindsdien is de kerk een gewone parochiekerk, die gewijd is aan de Heilige Eucharistie. De kloostergebouwen zijn echter nog niet teruggegeven en dienen nog altijd als museum, dat nu het Museum van Religie wordt genoemd.
De Domincanenkerk vertoont trekken van de Karelskerk te Wenen. Het gebouw heeft een grondplan in de vorm van een Grieks kruis en wordt bekroond met monumentale koepel. Het interieur is in rococostijl (beelden, altaren) of neo-rococo (preekstoel, orgel en sommige altaren). Aan de basis van het monumentale hoogaltaar staan de beelden van de vier evangelisten. De zwarte houten crucifix in het hoogaltaar is 15e-eeuws. Voor 1946 bezat de kerk een miraculeus icoon van de Heilige Maagd Maria dat door paus Benedictus XIV van een kroon werd voorzien in 1751. Het icoon werd in 1945 door de verdreven monniken meegenomen naar Danzig, waar het zich nog altijd bevindt in de Dominicaanse Sint-Nicolaaskerk. Een albasten beeld dat vanuit het door de Mongolen geplunderde Kiev meegebracht werd door Sint-Hyacinthus naar Halytsj en later Lemberg, bevindt zich tegenwoordig in de Sint-Gilliskerk te Krakau.

## Afbeeldingen

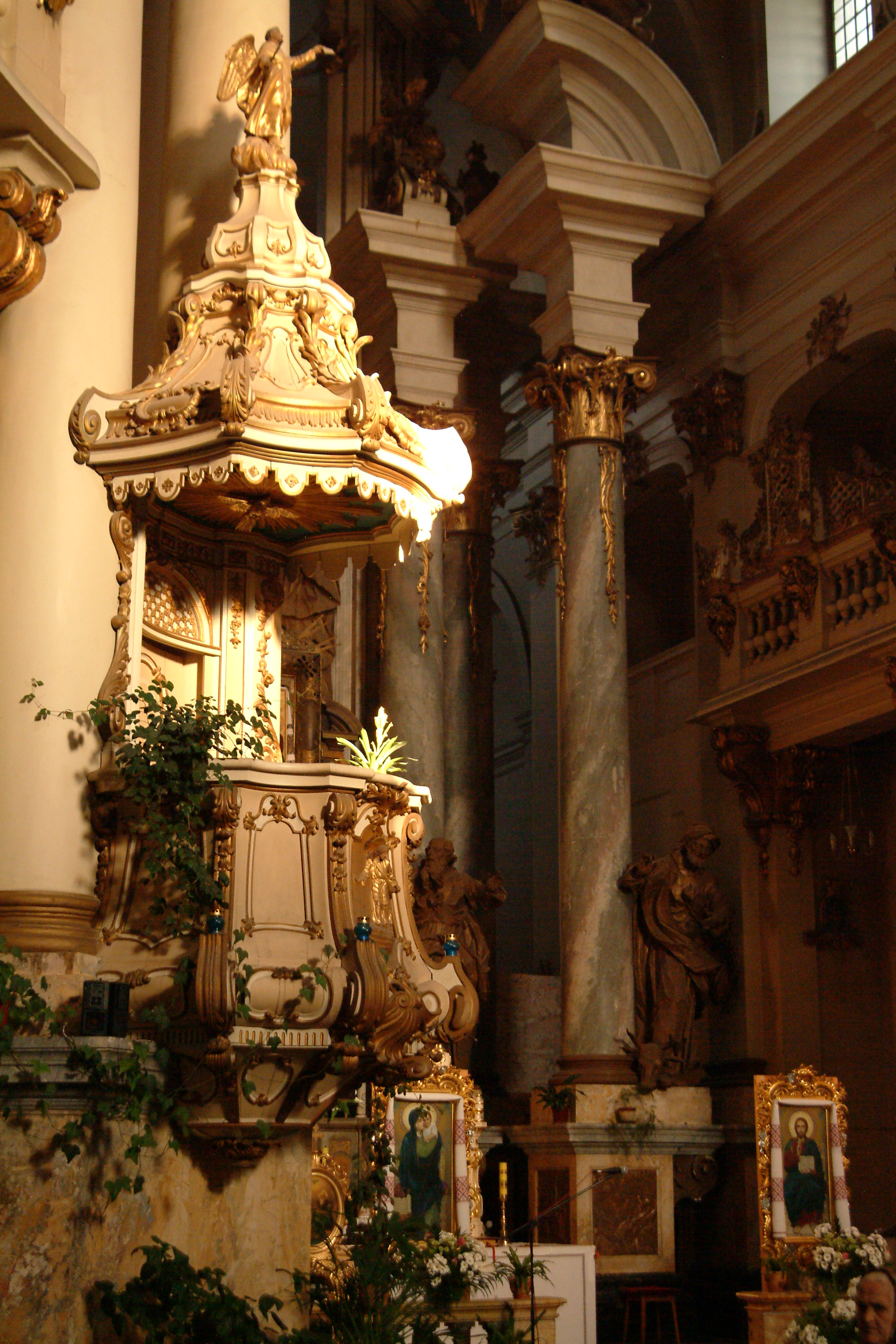
Preekstoel
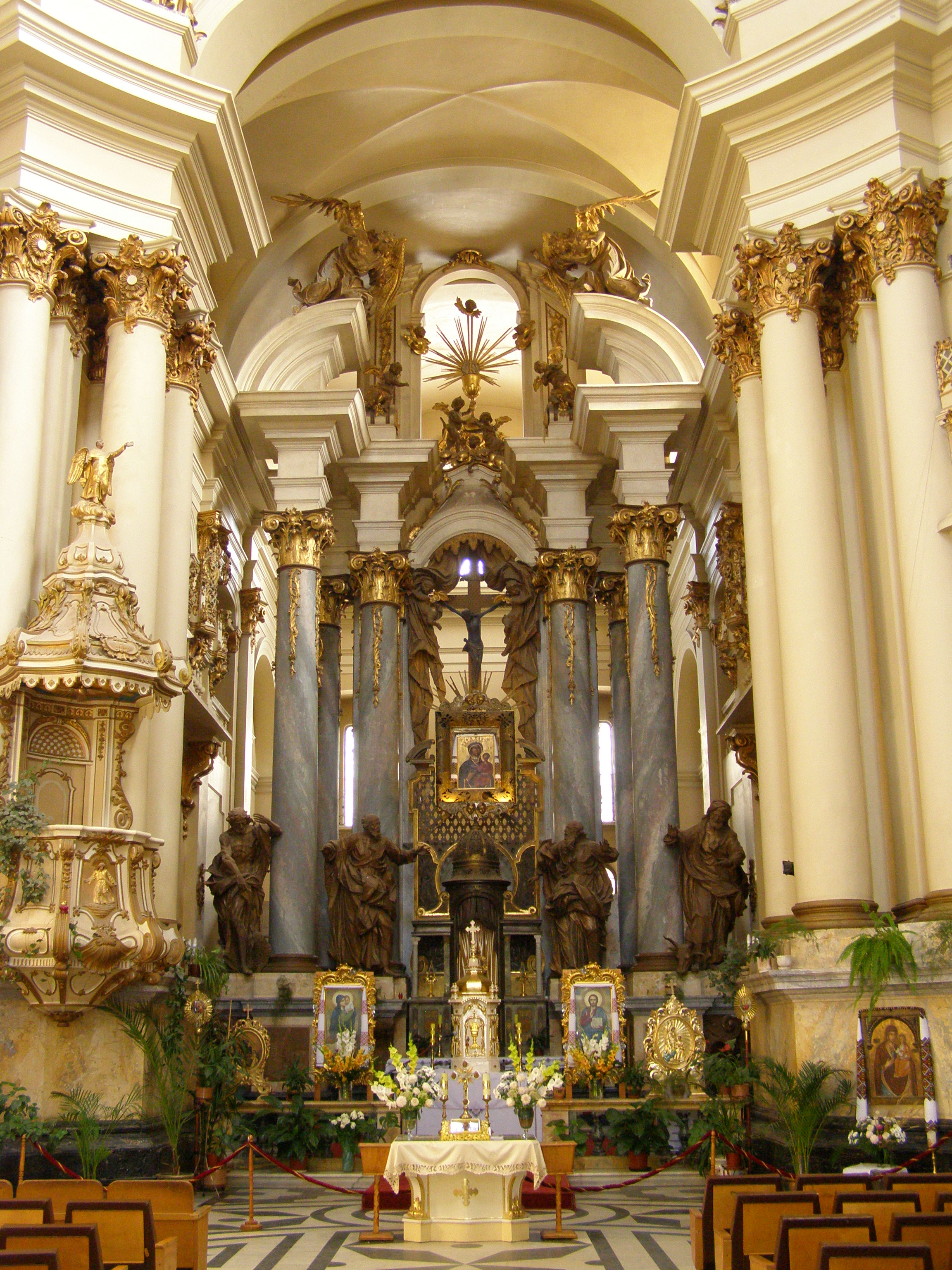
Hoogaltaar
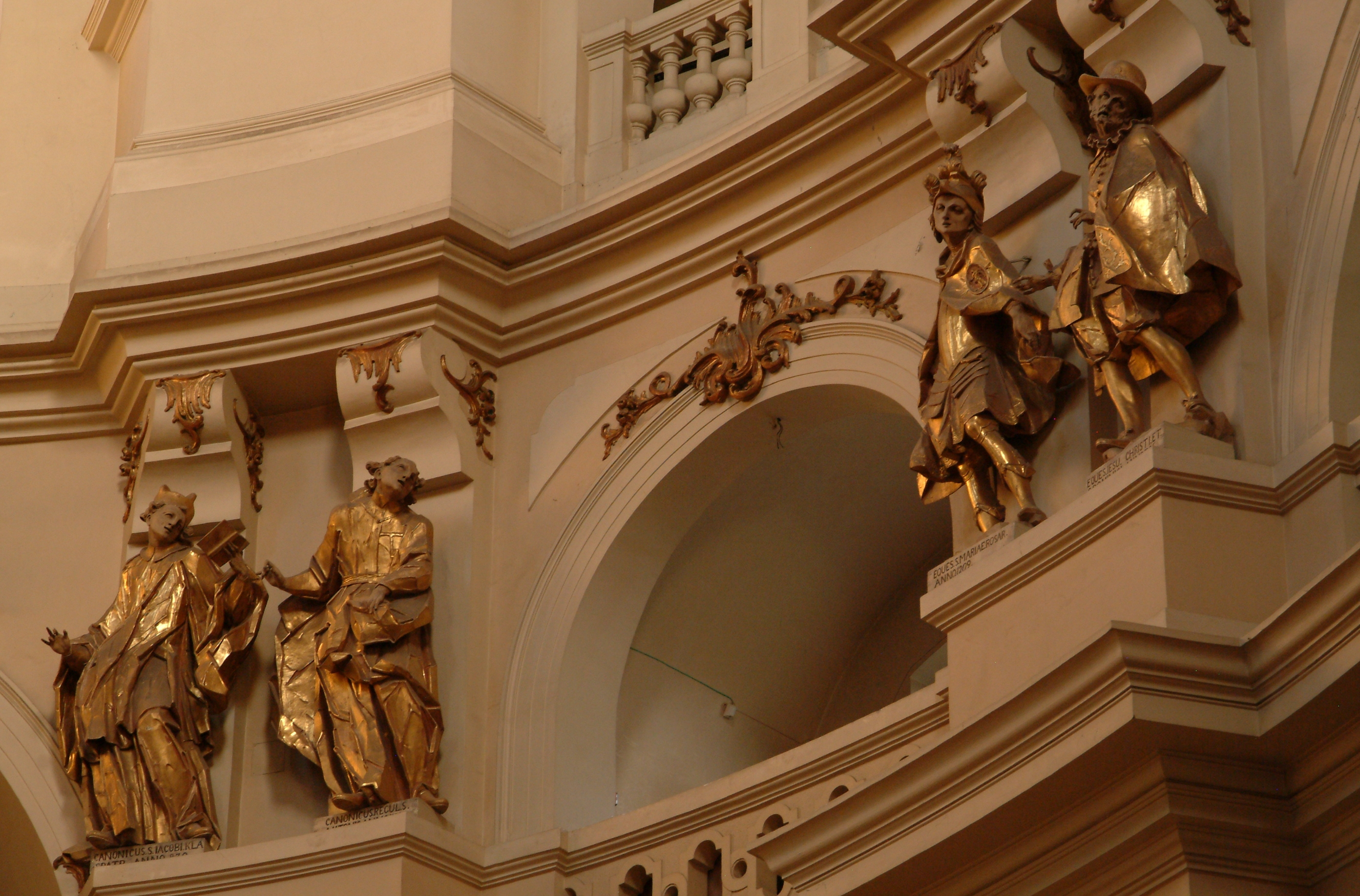
Vergulde beelden